# ムバラク・ブスファ
ムバラク・ブスファ（ムバーラク・ブースーファ）（アラビア語: مبارك بوصوفة, Mbarak Boussoufa, 1984年8月15日 - ）は、オランダ・アムステルダム出身の元サッカー選手。元モロッコ代表である。現役時代のポジションはミッドフィールダー。

## 経歴

### クラブ
1996年にエールディヴィジのAFCアヤックスの下部組織に入団し、2001年にイングランド・プレミアリーグのチェルシーFCに移籍するも、トップチームでプレーする事はなく、ベルギー・ジュピラーリーグのKAAヘントでプロデビューを果たした。2005-06シーズンにはシーズン最優秀選手賞、最優秀若手選手賞、ベルギー・エボニー・シュー（リーグで最も活躍したアフリカ系の選手賞）など多くの個人タイトルを獲得し、2006年夏にRSCアンデルレヒトに引き抜かれた。
2011年3月7日、ロシア･プレミアリーグに所属するFCテレク・グロズヌイへ移籍と発表 されたが、ムバラク個人との契約において相違があり決裂。3月10日、ロシア･プレミアリーグに所属するFCアンジ・マハチカラと契約した。

### 代表
2006年5月23日のアメリカ代表との親善試合でモロッコ代表に初招集されるも、出番はなかった。9月2日のマラウイ代表との試合で初出場し、その試合で初得点を決めた。2011年2月10日のニジェールとの親善試合では自身初の2得点を記録した。

## 代表歴

### 出場大会
- モロッコ代表
  - 2018 FIFAワールドカップ

### 試合数
- 国際Aマッチ 70試合 8得点（2006年-2019年）[3]

| モロッコ代表 | 国際Aマッチ | 国際Aマッチ |
| 年           | 出場        | 得点        |
| ------------ | ----------- | ----------- |
| 2006         | 5           | 1           |
| 2007         | 2           | 0           |
| 2008         | 3           | 0           |
| 2009         | 5           | 0           |
| 2010         | 3           | 0           |
| 2011         | 7           | 3           |
| 2012         | 5           | 1           |
| 2013         | 0           | 0           |
| 2014         | 5           | 1           |
| 2015         | 1           | 0           |
| 2016         | 6           | 0           |
| 2017         | 13          | 1           |
| 2018         | 8           | 0           |
| 2019         | 7           | 1           |
| 通算         | 70          | 8           |

## タイトル

### クラブ
- RSCアンデルレヒト

ジュピラーリーグ 2: 2006-07, 2009-10
ベルギーカップ 1: 2008
ベルギー・スーパーカップ 2: 2007, 2010
- FCロコモティフ・モスクワ

ロシア・カップ 1: 2014-15
- アル・ジャジーラ・クラブ

アラビアン・ガルフ・リーグ 1: 2016-17

### 個人
- ジュピラーリーグゴールデンシュー 2: 2006, 2010
- ジュピラーリーグシーズン最優秀選手賞 3: 2005-2006, 2008-2009, 2009-2010
- ジュピラーリーグシーズン最優秀若手選手賞 1: 2005-2006
- ベルギー・エボニーシュー 3: 2005-2006, 2008-2009, 2009-2010
- ジュピラーリーグシーズン最多アシスト 1: 2009-2010（19アシスト）
- アフリカネイションズカップ2017ベスト18